# Puellemontier
Puellemontier is een plaats en voormalige gemeente in het Franse departement Haute-Marne in de regio Grand Est. De plaats telde 198 inwoners op 1 januari 2018.

## Geschiedenis
Op 1 januari 2016 is Puellemontier gefuseerd met Droyes, Longeville-sur-la-Laines en Louze tot de huidige gemeente Rives Dervoises, waarvan Puellemontier de hoofdplaats werd. Deze gemeente maakt deel uit van het arrondissement Saint-Dizier.

## Geografie
De oppervlakte van Puellemontier bedraagt 15,22 vierkante kilometer; Op 1 januari 2018 was de bevolkingsdichtheid 13 inwoners per km².
De onderstaande kaart toont de ligging van Puellemontier met de belangrijkste infrastructuur en aangrenzende gemeenten.

## Demografie
Onderstaande figuur toont het verloop van het inwonertal.
Droyes · Longeville-sur-la-Laines · Louze · Puellemontier